# André Osi
Pour les articles homonymes, voir OSI.
André Osi, né le 2 décembre 1958 à Charleroi (province de Hainaut) et mort le 10 novembre 2021, est un dessinateur de bande dessinée réaliste belge francophone.

## Biographie
André Osi naît le 2 décembre 1958 à Charleroi. Il fait des humanités traditionnelles à l’Institut Saint-Joseph. Il se destine premièrement à l'architecture mais peu doué pour les mathématiques, il se voit contraint de changer d'orientation. Il suit une formation à l'Institut Saint-Luc de Bruxelles où il suit les cours de Claude Renard et François Schuiten. Ses premières histoires courtes, en collaboration avec le scénariste Yves Duval, paraissent dans le Journal de Tintin en 1983 et seront compilées en albums tardivement aux éditions Loup. Il publie ensuite des albums, scénarisés par Pascal Renard, aux éditions du Lombard : la série Horizon blanc commence en 1993, elle est prépubliée dans Hello Bédé pour le premier tome et s'échelonne sur quatre albums jusqu'en 2001, le dernier album étant publié par Clever dont l'éditeur est François Troukens qui en vend près de 10 000 exemplaires. Il commence à avoir un début de reconnaissance avec sa série sur Napoléon, dont il assume seul scénario, dessin et mise en couleur. Pour ce passionné de la grande Histoire, requérant une recherche documentaire sans faille et un trait réaliste d’une extrême précision, la série qui restera inachevée est publiée dans la collection « Hz » chez P & T Production puis chez Kennes Éditions pour le quatrième tome en 2018.
Osi meurt le 10 novembre 2021 de la maladie à coronavirus, à l'âge de 62 ans. Il demeurait à Pironchamps, une section de Farciennes en Wallonie.
Selon Gilles Ratier « Tous ceux qui ont eu la chance de le côtoyer retiendront de lui l’image d’un homme toujours souriant, d’une très grande gentillesse, d’un humour communicatif, le tout teinté d’une sincère humilité. »

## Œuvres

### Albums de bande dessinée

#### Horizon blanc
- 1. Abel Baross, Le Lombard, Bruxelles, octobre 1994
Scénario : Pascal Renard - Dessin et couleurs : André Osi -  (ISBN 2-8036-1050-7)
- 2. BGC, Le Lombard, Bruxelles, octobre 1994
Scénario : Pascal Renard - Dessin : André Osi - Couleurs : Cécile Vergult -  (ISBN 2-8036-1090-6)
- 3. Opération Atlas[10], Le Lombard, Bruxelles, février 1997
Scénario : Pascal Renard - Dessin : André Osi - Couleurs : Cécile Vergult -  (ISBN 2-8036-1160-0)
- 4. Compte à rebours, Clever, Luxembourg, septembre 2001
Scénario, dessin et couleurs : André Osi -  (ISBN 2-9600301-0-9)

#### Napoléon
- 1. Toulon[11], Éditions Joker, coll. « Hz », Bruxelles, février 2009
Scénario, dessin et couleurs : André Osi -  (ISBN 978-2-87265-398-0)
- 2. Le Général Vendémiaire, Éditions Joker, coll. « Hz », Bruxelles, mai 2011
Scénario et dessin : André Osi - Couleurs : Véronique Robin -  (ISBN 978-2-87265-444-4)
- 3. La Conquête lombarde, Éditions Joker, coll. « Hz », Bruxelles, 4 septembre 2013
Scénario et dessin : André Osi - Couleurs : Véronique Robin -  (ISBN 978-2-87265-525-0)
- 4. La Paix de Campoformio[12], Kennes Éditions, Loverval, 22 août 2018
Scénario et dessin : André Osi - Couleurs : Véronique Gourdin -  (ISBN 9782875805423)

#### Les Meilleurs Récits de…
- 2013 : T.31 Osi[13], Scénario : Yves Duval, éd. Loup  (ISBN 9782874530661)
- 2014 : T.35 Osi, Scénario : Yves Duval, éd. Loup  (ISBN 9782874530753)

### Collectifs
- Belles de scène, BD Fly, février 2016
Scénario : collectif - Dessin : collectif dont André Osi - Couleurs : Yannick Thiel
- Lovely Wheels, C.M. Éditions, avril 2021
Scénario : Christian Mathoul - Dessin : collectif dont André Osi -  (ISBN 978-2-9602788-0-4),Format à l'italienne.

### Expositions
- Napoléon au Centre belge de la bande dessinée, Bruxelles du 17 juin au 7 septembre 2008[14].

### Collections publiques
2 œuvres de cet artiste sont conservées au Centre belge de la bande dessinée et font partie du patrimoine mobilier de la région Bruxelles-Capitale.

André Osi en dédicace
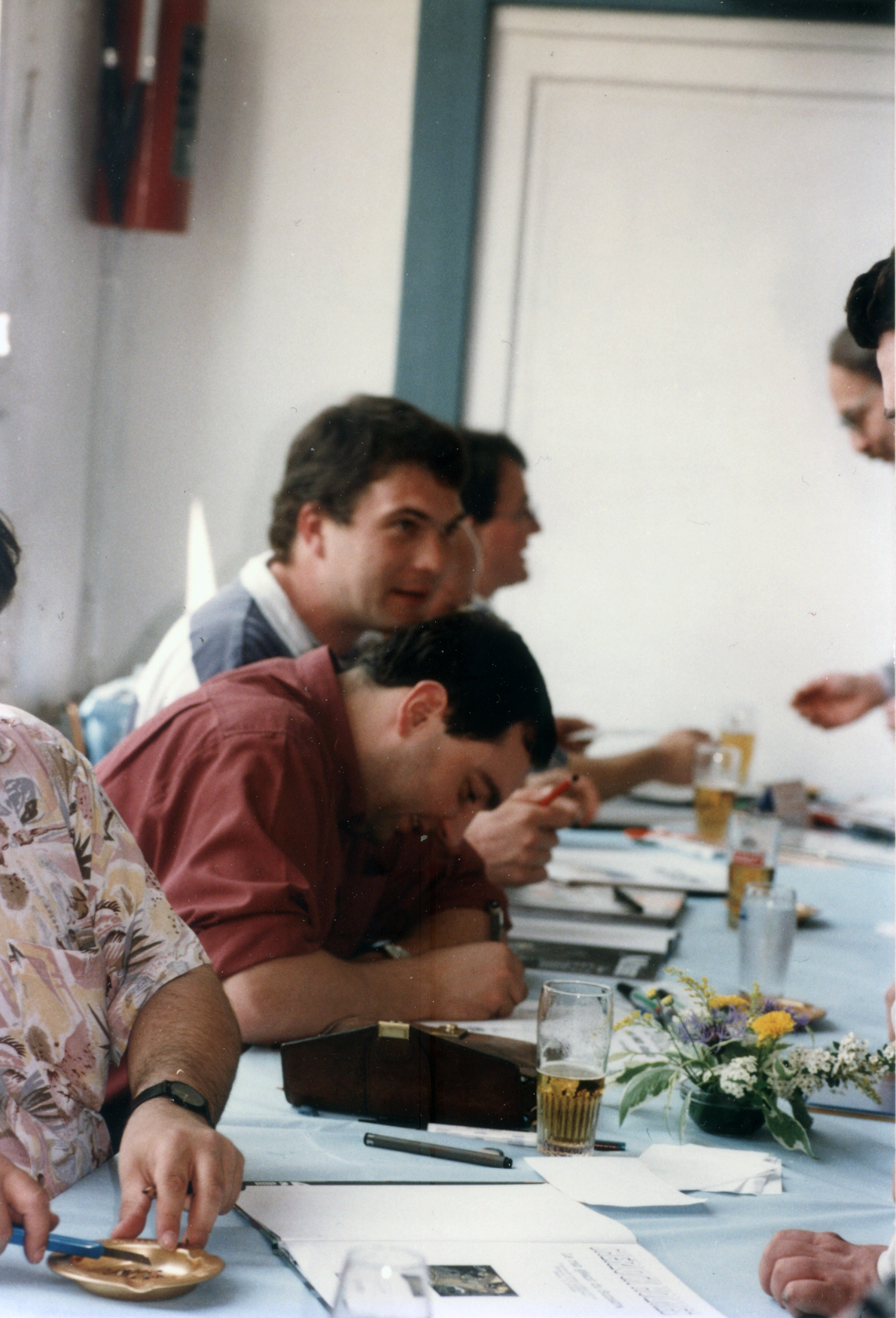
André Osi et François Gilson à Villers-Saint-Siméon le 1 juin 1996.
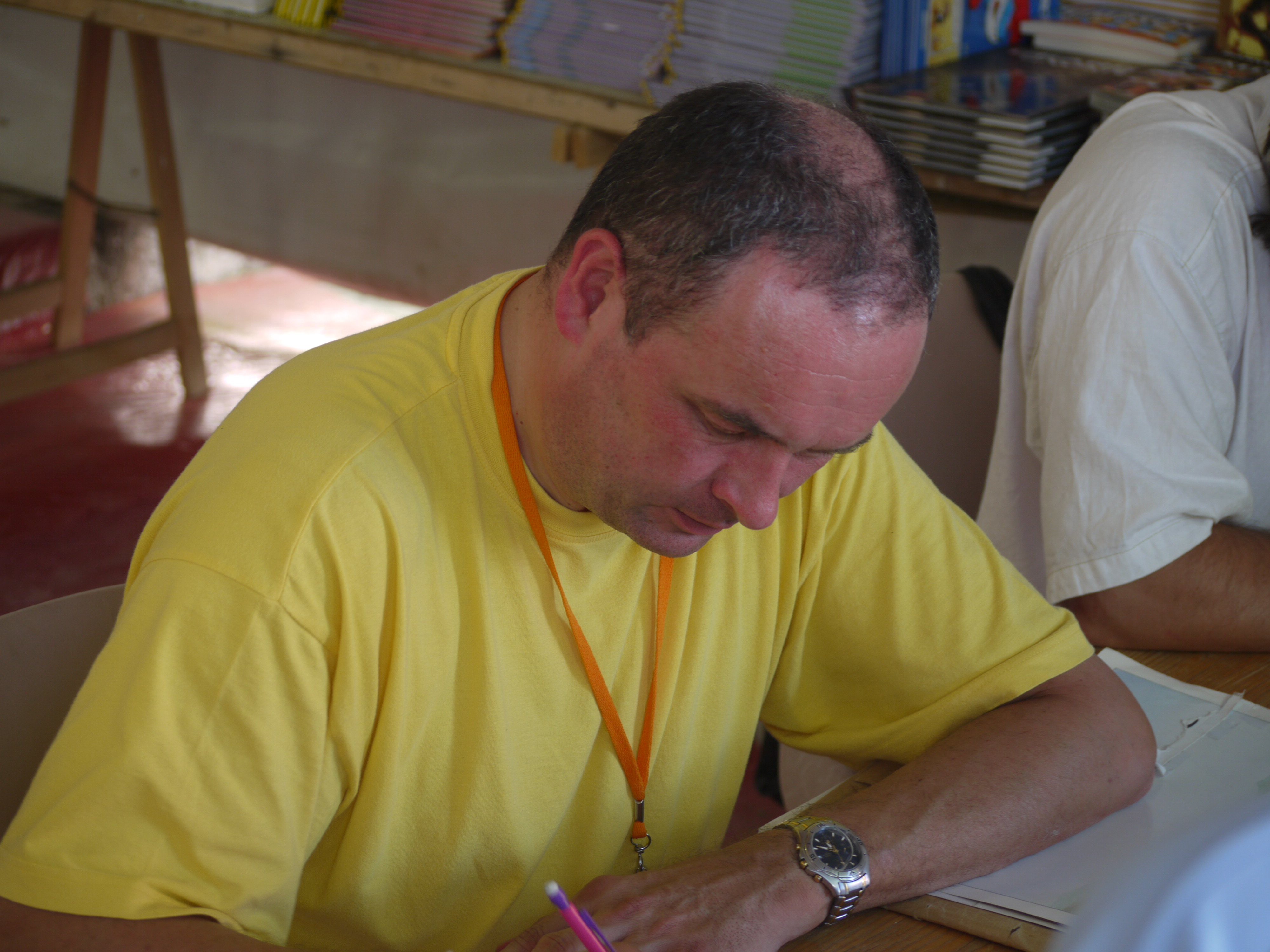
Festival de bande dessinée de Solliès-Ville en France en 2009.
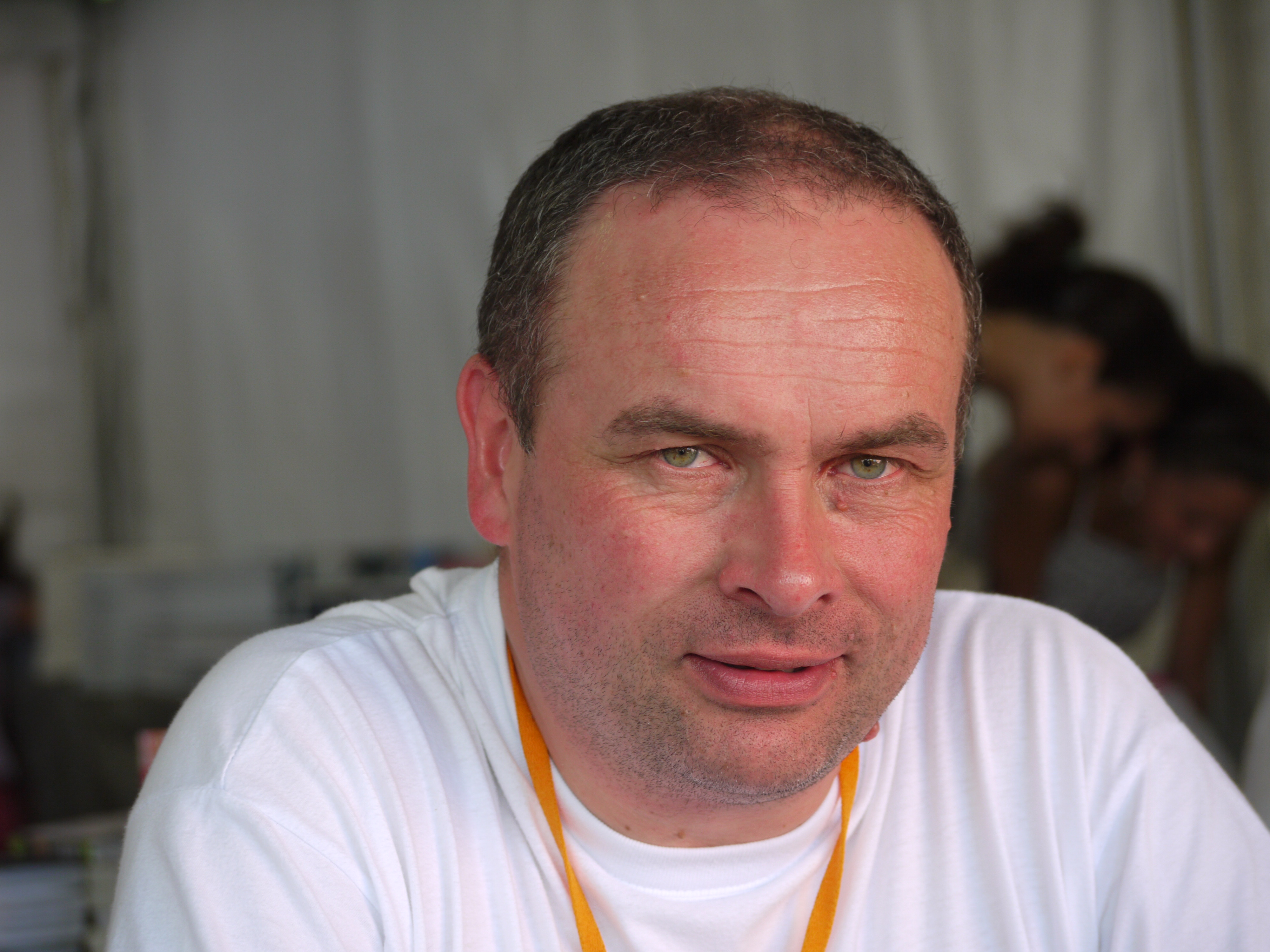
Solliès-Ville le 28 août 2009.
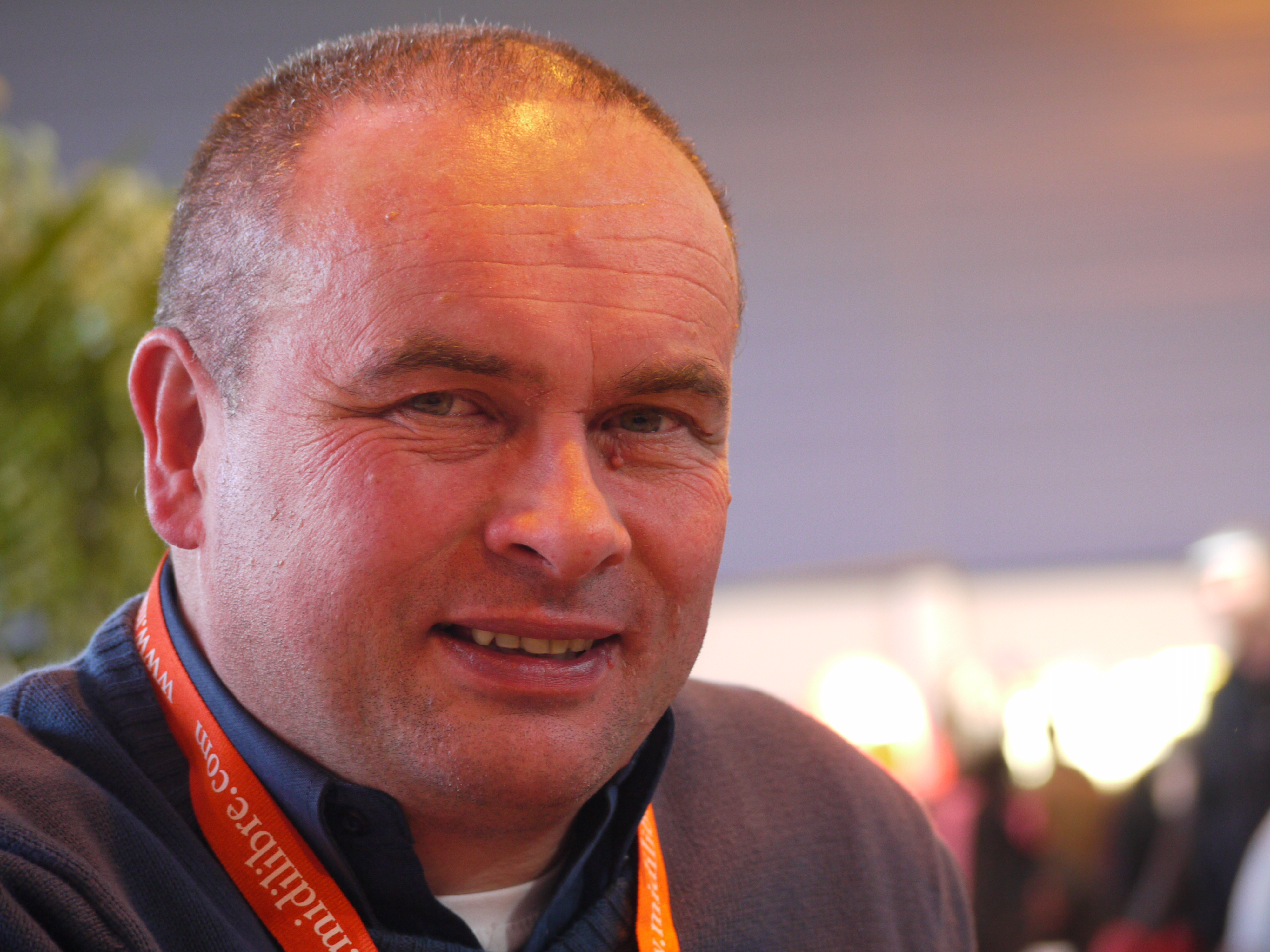
Bagnols-sur-Cèze le 7 février 2010.

#### Livres
: document utilisé comme source pour la rédaction de cet article.
- Jean-Louis Lechat, Un demi-siècle d’aventures t. 2 : 1970 - 1996, Bruxelles, Le Lombard, 5 décembre 1996, 224 p., ill. ; 31 cm (ISBN 280361233X, OCLC 37995939, BNF 37539082, présentation en ligne), p. 107, 176. .
- Philippe Mellot, Michel Denni, Laurent Turpin et Isabelle Morzadec, Trésors de la bande dessinée : BDM 2023-2024 - Catalogue encyclopédique et Argus, Paris, Les Arènes, novembre 2022, 23e éd., 1677 p., ill. ; 23 cm (ISBN 9791037507280, OCLC 1351462460, présentation en ligne), p. 609, 881.

#### Périodiques
- « Osi », Jet, Le Lombard, no 9,‎ janvier 1991, p. 20 (ISBN 2-8036-0833- 2, ISSN 1146-2728).

#### Articles
- P. L., « L'histoire de l'empereur de case en case », L'Avenir,‎ 25 avril 2010 (lire en ligne, consulté le 31 janvier 2023)
- Jean-Jacques Guiot, « L’impérial coup de patte », L'Avenir,‎ 21 octobre 2013 (lire en ligne , consulté le 31 janvier 2023).

### Podcast
- Tout Napoléon en BD par un farciennois: le 4e tome est paru, reportage de Vincent Boquet sur Télésambre, le 5 octobre 2018 (2 min 21 s).